# Biramus lunatus
Biramus lunatus är en insektsart som beskrevs av Oswald 1993. Biramus lunatus ingår i släktet Biramus och familjen florsländor. Inga underarter finns listade i Catalogue of Life.